# Theodebert de Meaux
Theodebert (sau Tetbert) (d. 888) a fost conte de Meaux începând din 877. El a fost înrudit cu conții de Vermandois și a fost frate cu episcopul Askeric de Paris. A murit pe când lupta împotriva vikingilor în 888.